# Faustina Bordoni
Faustina Bordoni (11. november 1697 i Venedig — 4. november 1781 sammesteds) var en italiensk sangerinde. 
Faustina Bordoni tilhørte en adelig familie, studerede sangkunst under Gasparini og debuterede 1716. Hun gjorde uhyre lykke og var snart en af Italiens mest fejrede sangerinder. 
1724 engageredes hun til Münchens og derefter til Wiens opera, 1726 af Händel til London, hvor hun kom i håndgribelig strid med sin rivalinde, den ligeså fortrinlige sangerinde Cuzzoni. 
1728 vendte Faustina Bordoni tilbage til Venedig, lærte Johann Adolph Hasse at kende og ægtede ham. Med ham fulgte hun til Dresden, hvor hun blev operaens primadonna. Hendes liv er derefter knyttet til Hasses. 
Faustina Bordoni var yndefuld og smuk, besad stor dramatisk evne, men var frygtet på grund af sin snedige og intrigante karakter. Hendes stemme var ikke omfangsrig, men inden for sin begrænsning overordentlig skøn og fuldendt uddannet.[kilde mangler]